# Denise Mueller-Korenek
Denise Mueller-Korenek (nacida c. 1973) es una ciclista estadounidense. En septiembre de 2018  consiguió el récord mundial de velocidad terrestre en bicicleta y es considerada "la ciclista más rápida del mundo". Estableció el récord el 16 de septiembre de 2018 en  Salar de Bonneville en Utah, al rodar a un promedio de 183.932 mph (296.009 km/h) en una bicicleta KHS de carbono hecha a medida, detrás de un vehículo construido para minimizar la resistencia del aire. El récord anterior, 167 millas por hora (268,8 km/h), fue establecido en 1995 por el holandés Fred Rompelberg . Dos años antes estableció el récord femenino de velocidad en bicicleta sobre tierra , pedaleando a 147,7 mph (237,7 km/h). Es la primera y única mujer en la historia en ostentar el récord mundial, que se estableció por primera vez en 1899.

## Temprana edad y educación
Denise Mueller nació en una familia de audaces. Su padre, Myron Mueller, era ciclista de ultradistancia; celebró su 70 cumpleaños pedaleando todo el perímetro de los Estados Unidos colindantes (sin contar estados como Alaska), una distancia de más de 12.000 millas (19.000 kilómetros). Aparece en el Libro Guinness de los récords  como la persona de mayor edad en hacer ese recorrido en bicicleta. Su madre, Anna Dement, compitió con autos derby de demolición enanos. "En nuestra familia, la locura es nuestro tipo de normalidad", dijo Denise. Se graduó del instituto San Dieguito .
En 1991, participó con su mentor John Howard (ciclista) en un video instructivo producido por New & Unique Videos titulado "Lecciones de ciclismo de John Howard" que ganó una medalla de plata en el Festival Internacional de Cine y Televisión de Nueva York y un Premio Nacional  Telly.

## Carrera profesional
Mueller compitió como ciclista junior en su adolescencia y terminó entre las tres primeras clasificadas en competiciones nacionales y mundiales más de una docena de veces. Ganó campeonatos nacionales de ciclismo de ruta, pista y montaña 15 veces. Se retiró en 1992 a los 19 años. Empezó a trabajar para la compañía de seguridad de su familia y finalmente se convirtió en presidenta y directora ejecutiva.
En 2009, Mueller-Korenek volvió a montar en bicicleta y correr, participando en maratones y competiciones de triatlón Ironman . Su entrenador desde su adolescencia , es John Howard, tres veces atleta olímpico y poseedor del récord mundial de velocidad antes que Rompelberg. Mueller-Korenek decidió ir por el récord de velocidad cuando Howard le dijo que ninguna mujer lo había intentado antes. Comenzó a entrenar seriamente para establecer un nuevo récord de velocidad en bicicleta en 2012. En el camino ganó dos títulos nacionales para su grupo de edad.  En 2016, hizo su primer intento en Bonneville Salt Flats . Su velocidad de 147,7 mph (237,7 km/h) y estableció el récord mundial femenino.
En el récord de velocidad tras vehículo, el ciclista sigue inmediatamente detrás de un coche de seguridad equipado con un protector contra el viento, de modo que pedalea  en el vacío de aire que queda tras el mismo. Conducir a esa velocidad a solo unos centímetros detrás de un coche de seguridad es tan peligroso que la mayoría de los ciclistas de clase mundial no lo intentan. La bicicleta personalizada tiene un cambio de marchas tan alto que tiene que ser remolcada por el coche de seguridad hasta que alcanza 90 a 100 millas por hora (144,8 a 160,9 km/h) ; el ciclista luego suelta la cuerda de remolque y pedalea por sus propios medios.  El ciclista Rompelberg, cuyo récord estaba tratando de romper, ayudó a la norteamericana y le permitió usar como coche de seguridad el mismo vehículo que usó él. Un dragster de 1000 caballos modificado para conseguir el récord. El coche de seguridad fue conducido por la piloto de carreras profesional Shea Holbrook . En su intento de 2018, Mueller-Korenek dio la vuelta a la pista 3 1⁄2 veces después de soltar la cuerda de remolque, rompiendo el récord mundial en los últimos 1.600 metros. Su objetivo había sido batir el récord anterior de 167 mph (268,8 km/h) ; se sorprendió al saber que había llegado a 183,9 mph (296 km/h), batiendo el récord de Rompelberg en casi 17 mph (27,4 km/h) . "Se suponía que no íbamos a ir a más de 280", dijo.